# Nalle Hukkataival
Nalle Hukkataival, né le 8 septembre 1986 à Helsinki en Finlande, est un grimpeur professionnel. Spécialisé dans l'escalade de bloc, il a à son actif de nombreuses premières ascensions et répétitions aux niveaux extrêmes de difficulté (8C, 8C+). En 2014, il enchaîne le bloc Gioia (8C+) considéré comme l'un des plus difficile au monde. En octobre 2016, il ouvre le bloc Burden of Dreams, après plusieurs années d'essais, et propose pour celui-ci la première cotation 9A bloc.

## Biographie
Nalle découvre l'escalade en salle à 12 ans, puis s’entraîne régulièrement en salle avant de découvrir ultérieurement l'escalade rocheuse. À 17 ans, il participe au championnat national (adulte) et remporte la compétition. Âgé de 18 ans, il participe aux Championnats du monde 2005 et obtient la 5e place. En 2006, il réalise son service militaire et remporte l'épreuve de bloc du Rock Master Festival et se classe deuxième en bloc aux championnats d'Europe. 
Malgré ses résultats en compétition, l'intérêt de Nalle se porte principalement sur les réalisations en extérieur. Devenu grimpeur professionnel et ayant obtenu son permis de conduire, il abandonne le circuit mondial de compétition pour se consacrer aux réalisations de haut-niveau sur rocher. Il voyage alors à travers les sites de bloc de Finlande, d'Europe (Suisse, Fontainebleau) puis du monde (Colorado, Hueco, Rocklands, Australie) ouvrant ou répétant de nombreux blocs en 8B, 8B+. Il finit par atteindre les niveaux extrêmes de difficulté 8C et 8C+. Il est l'un des très rares grimpeurs à avoir réalisé en « flash » un bloc 8B.
Il remporte le Piton d'or 2009 dans la catégorie « bloc », pour ses réalisations extrêmes. En 2016, il était sponsorisé par les équipementiers La Sportiva et Black Diamond Equipment.

## Ascensions remarquables

### En bloc
| Nom              | Site     | Date            | Commentaires       |
| ---------------- | -------- | --------------- | ------------------ |
| Burden of Dreams | Finlande | 23 octobre 2016 | Première ascension |

| Nom                      | Site                | Date | Commentaires        |
| ------------------------ | ------------------- | ---- | ------------------- |
| Gioia                    | Italie              | 2014 | Deuxième répétition |
| The Bügeleisen Sit Start | Maltaltal, Autriche | 2015 | Première ascension  |

| Nom                  | Site                            | Date            | Commentaires        |
| -------------------- | ------------------------------- | --------------- | ------------------- |
| Livin' Large         | Rocklands, Afrique du Sud       | 5 août 2009     | Première ascension  |
| The Island           | Forêt de Fontainebleau , France | 29 octobre 2008 | [ 7 ]               |
| The Understanding    | Magic Wood, Suisse              | Juin 2013       | Première ascension  |
| La Force Tranquille  | Magic Wood, Suisse              | Juin 2013       | Première répétition |
| Practice Of The Wild | Magic Wood, Suisse              | Juin 2013       |                     |
| Kintsugi             | Rocklands, Afrique du Sud       | Janvier 2015    | Première ascension  |

| Nom                      | Site                        | Date              | Commentaires       |
| ------------------------ | --------------------------- | ----------------- | ------------------ |
| Circus Elephant Syndrome | Sipoo, Finlande             | 12 octobre 2011   | Première ascension |
| Occam's Razor            | Monts Grampians, Australie  | 10 septembre 2011 | Première ascension |
| Pigeon Superstar         | Monts Grampians, Australie  | 21 août 2011      | Première ascension |
| The Mandala Sit Start    | Bishop, CA, États-Unis      | 11 février 2011   | [ 11 ]             |
| The Swarm                | Bishop, CA, États-Unis      | 10 février 2011   | [ 12 ]             |
| Ninja Skills             | Sobrio, Suisse              | 21 décembre 2009  | Première ascension |
| The Globalist            | Sipoo, Finlande             | 3 mai 2009        | Première ascension |
| New Base Line            | Magic Wood, Suisse          | 18 septembre 2008 | [ 15 ]             |
| Amandla                  | Rocklands, Afrique du Sud   | 21 juillet 2008   | [ 16 ]             |
| Sky                      | Rocklands, Afrique du Sud   | 21 juillet 2008   |                    |
| Madiba                   | Rocklands, Afrique du Sud   | 21 juillet 2008   |                    |
| Mooiste Meisie           | Rocklands, Afrique du Sud   | 21 juillet 2008   |                    |
| Ode to the Modern Man    | Mount Evans, CO, États-Unis | 9 juin 2008       | [ 17 ]             |
| Confessions              | Cresciano, Suisse           | 15 mars 2008      | [ 18 ]             |
| Living the Dream         | Åland, Finlande             | 25 octobre 2007   | Première ascension |
| Dreamtime                | Cresciano, Suisse           | 10 mars 2005      |                    |

## Filmographie
- (en) Pure, de Chuck Fryberger Films (prod.) et de Chuck  Fryberger (réal.), 2008, DVD [présentation en ligne]
- (en) The Scene, de Chuck Fryberger Films (prod.) et de Chuck  Fryberger (réal.), 2010, DVD [présentation en ligne]
- (en) Core, de Chuck Fryberger Films (prod.) et de Chuck  Fryberger (réal.), 2010, DVD [présentation en ligne]

## Sponsors
Nalle Hukkataival est sponsorisé par Black Diamond et La Sportiva.